# Marinus Valentijn
Marinus Valentijn (Sint-Willebrord, 21 ottobre 1900 – Sint-Willebrord, 3 novembre 1991) è stato un ciclista su strada e pistard olandese.
Professionista dal 1932 al 1937, vinse due campionati nazionali, 1932 e 1935, e concluse al terzo posto ai Campionati del mondo di ciclismo su strada 1933.

## Carriera
Fra i piazzamenti di Valentijn ci furono il sesto posto ai campionati del mondo di Roma nel 1932, due terzi posti nel 1933 nel campionato nazionale e nel Grand Prix des Nations e l'ottavo posto sempre nel 1933 nel Grand Prix de l'Escaut.

## Palmarès
- 1929

L'Aia-Bruxelles - Den Haag-Brussel
- 1930

L'Aia-Bruxelles - Den Haag-Brussel
- 1932

Campionati olandesi, Prova in linea
Ronde van West Brabant
Criterium di Wouw
- 1935

Campionati olandesi, Prova in linea
Criterium di Wouw

### Altri successi
- 1936

Criterium di Beemster

## Piazzamenti

### Grandi Giri
- Vuelta a España

1935: 10º

### Classiche monumento
- Giro delle Fiandre

1932: 16º
1934: 14º

### Competizioni mondiali
- Campionati del mondo

Roma 1932 - In linea: 6º
Monthléry  1933 - In linea: 3º
Lipsia 1934 - In linea: 11º